# シャンポルシェ
シャンポルシェ（フランス語: Champorcher [ʃɑ̃pɔʁʃe]）は、イタリア共和国ヴァッレ・ダオスタ州にある、人口約400人の基礎自治体（コムーネ）。

## 名称
ファシスト政権下の1939年から1945年では、「Campo Laris」と呼ばれた。

## 地理

### 位置・広がり

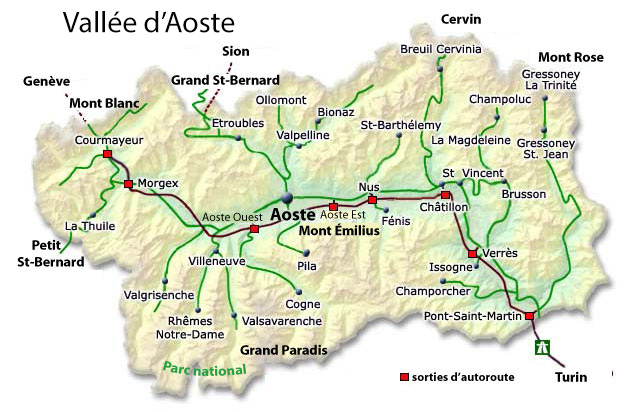
ヴァッレ・ダオスタ州地図

同名の谷を代表するコムーネである。

#### 隣接コムーネ
隣接するコムーネは以下の通り。括弧内のTOはトリノ県所属を示す。
- シャンデプラ
- コーニュ
- フェーニス
- イソーニュ
- ポンボーゼ
- ヴァルプラート・ソアーナ (TO)
- ヴァルキウーザ (TO)

## 行政

### 分離集落
シャンポルシェには、以下の分離集落（フラツィオーネ）がある。
- Arbussey, Boussiney, Byron, Chardonney, Château (sede comunale), Collin, Coudreyt, Dogier, Dublanc, Garavet, Gontier, Grand-Mont-Blanc, Grand- Rosier, L'Ecreux, Loré, Mellier, Moulin, Outre l'éve, Parié, Perrier, Perruchon, Petit-Mont-Blanc, Petit-Rosier, Ronchas, Salleret, Sen-du-Gail, Vagly, Verana, Vignat, Vigneroisa

### 山岳部共同体
モンテ・ローザ山岳部共同体に属する。